# سميونوفكا، إيسيك كول
سميونوفكا ((بالروسية: Семёновка)‏, (بالقيرغيزية: Семенов)‏, Semenov) هي قرية في إقليم إيسك كول في قرغيزستان. بلغ عدد سكانها (2676) نسمة عام 2009. تقع على بداية الطريق الاسفلتي الذي يؤدي إلى وادي تشون أك سو ومن ثم إلى منتجع للتزلج. يقع بالقرب منهاتل جنائزي للسكوثيين في الفترة التي امتدت بين القرنين الثالث والخامس. غربا على الطريق السريع A363 توجد Grigor'evka ، وشرقا أنانيفو.